# NK Varaždin (1931–2015)
VŠNK Varaždin – chorwacki klub piłkarski z siedzibą w Varaždinie. Został założony w 1931 roku, a rozwiązany w 2015.

## Historia
Chronologia nazw:
- 1931: ŠK [Športski klub] Slavija Varaždin
- 1941: klub zawiesił działalność
- 1945: NK Tekstilac
- 1958: NK Varteks
- 2010: NK Varaždin
- 2015: VŠNK Varaždin
- 2015: klub rozwiązano

Klub został założony 3 czerwca 1931 roku pod nazwą ŠK Slavija i pod nią istniał do roku 1941. Właścicielem klubu był Czech Ernst Stiassny, właściciel firmy włókienniczej Tivar, później Varteks. Był wielkim fanem piłki nożnej i fanem praskiej Slavii. Piłka nożna była również ulubionym sportem jego pracowników fabrycznych, którzy mieli własne dwa kluby halowe, ŠK Tekstilna i ŠK Tivar, które działały wewnątrz fabryki. Wszystko to wpłynęło na decyzję o budowie boiska do piłki nożnej na łące naprzeciwko fabryki Tivar. Wkrótce potem, na nadzwyczajnych walnych zgromadzeniach, połączono oba kluby w jeden nowy, Športski klub Slavija. Pierwszymi akcjonariuszami tego klubu byli Czesi.
W czasie II wojny światowej klub zawiesił działalność. Do futbolu powrócił w 1945 roku pod nazwą NK Tekstilac. Od 1958 obowiązywła nazwa NK Varteks. Varteks to główny sponsor klubu, firma z branży odzieżowej i tekstylnej. 21 czerwca 2010 zmieniono nazwę klubu na NK Varaždin.
Pierwszym sukcesem klubu był awans do pierwszej ligi Królestwa Jugosławii w 1938 roku. Sukcesem był także awans do finału Pucharu Jugosławii w 1961 roku, gdzie zespół przegrał z macedońskim Vardarem Skopje.
Gdy w 1991 roku założono pierwszą ligę Chorwacji, ówczesny Varteks także został jej członkiem. W finale Pucharu Chorwacji piłkarze tego klubu grali 5-krotnie i za każdym razem przegrywali. Największym sukcesem w europejskich pucharach był awans do ćwierćfinału Pucharu Zdobywców Pucharów w 1999 roku. Wtedy do przegrał z RCD Mallorca 1:3 w dwumeczu. Natomiast w sezonie 2000/2001 w Pucharze UEFA wyeliminowali m.in. angielską Aston Villę.
Po zakończeniu sezonu 2011/12 z powodu długów w wysokości 40 milionów kun klub został zdegradowany do ligi regionalnej (7 poziom), gdzie grał aż do rozwiązania w 2015 roku. W tym samym roku miasto Varaždin utworzyło nowy, wolny od długów klub o nazwie Varaždin ŠN, który również zaczął grać w lidze regionalnej. W sezonie 2013/14 NK Varaždin został zakwalifikowany do 3. HNL. W lidze uplasował się na 7.miejscu w grupie północnej. Po zakończeniu sezonu 2014/15, w którym zajął 11.miejsce w grupie wschodniej, klub najpierw zmienił nazwę na VŠNK Varaždin, a potem został rozwiązany.

## Stadion i kibice
Varteks swoje mecze rozgrywał na stadionie o takiej samej nazwie. Jego pojemność to około 9.600 miejsc.

## Europejskie puchary
Legenda do wszystkich tabel:
- Q – runda eliminacyjna, 1/16, 1/8, 1/4, 1/2 – odpowiednia faza rozgrywek, Grupa – runda grupowa, 1r gr – pierwsza runda grupowa, 2r gr – druga runda grupowa, F – finał, R – runda, PO – play-off
- k. – rzuty karne, los. – losowanie, Dogr. – dogrywka, w. – zasada bramek strzelonych na wyjeździe

| Sezon   | Rozgrywki                 | Runda | Klub                 | Dom | Wyjazd | Ogólnie     |
| ------- | ------------------------- | ----- | -------------------- | --- | ------ | ----------- |
| 1996/97 | Puchar Zdobywców Pucharów | Q     | Union Luxembourg     | 2–1 | 3–0    | 5–1         |
| 1996/97 | Puchar Zdobywców Pucharów | 1R    | Lokomotiw Moskwa     | 2–1 | 0–1    | 2–2, w.     |
| 1998/99 | Puchar Zdobywców Pucharów | 1R    | NK Rudar Velenje     | 1–0 | 1–0    | 2–0         |
| 1998/99 | Puchar Zdobywców Pucharów | 1/8   | sc Heerenveen        | 4–2 | 1–2    | 5–4, Dogr.  |
| 1998/99 | Puchar Zdobywców Pucharów | 1/4   | RCD Mallorca         | 0–0 | 1–3    | 1–3         |
| 1999    | Puchar Intertoto          | 1R    | Lokomotiw 96 Witebsk | 2–2 | 2–1    | 4–3         |
| 1999    | Puchar Intertoto          | 2R    | SK Brann             | 3–0 | 0–3    | 3–3, k: 5–4 |
| 1999    | Puchar Intertoto          | 3R    | FK Rostów            | 1–2 | 1–0    | 2–2, w.     |
| 2001/02 | Puchar UEFA               | Q     | FC Vaduz             | 6–1 | 3–3    | 9–4         |
| 2001/02 | Puchar UEFA               | 1R    | Aston Villa          | 0–1 | 3–2    | 3–3, w.     |
| 2001/02 | Puchar UEFA               | 2R    | Brøndby IF           | 3–1 | 0–5    | 3–6         |
| 2002/03 | Puchar UEFA               | Q     | Dundalk              | 5–0 | 4–0    | 9–0         |
| 2002/03 | Puchar UEFA               | 1R    | FC Midtjylland       | 1–1 | 0–1    | 1–2         |
| 2003/04 | Puchar UEFA               | Q     | Levadia Tallinn      | 3–2 | 3–1    | 6–3         |
| 2003/04 | Puchar UEFA               | 1R    | Debreceni VSC        | 1–3 | 2–3    | 3–6         |
| 2005    | Puchar Intertoto          | 1R    | Dinamo Tirana        | 4–1 | 1–2    | 5–3         |
| 2005    | Puchar Intertoto          | 2R    | Inter Turku          | 4–3 | 2–2    | 6–5         |
| 2005    | Puchar Intertoto          | 3R    | RC Lens              | 1–1 | 1–4    | 2–5         |
| 2006/07 | Puchar UEFA               | 1Q    | SK Tirana            | 1–1 | 0–2    | 1–3         |
| 2011/12 | Liga Europy               | 1Q    | Lusitanos            | 5–1 | 1–0    | 6–1         |
| 2011/12 | Liga Europy               | 2Q    | Iscra-Stali Rybnica  | 3–1 | 1–1    | 4–2         |
| 2011/12 | Liga Europy               | 3Q    | Dinamo Bukareszt     | 1–2 | 2–2    | 3–4         |